# Schnaittenbach
Schnaittenbach is een plaats in de Duitse deelstaat Beieren, en maakt deel uit van het Landkreis Amberg-Sulzbach.
Schnaittenbach telt 4.183 inwoners.

## Verkeer en vervoer
In de plaats ligt spoorwegstation Schnaittenbach. Station Schnaittenbach wordt momenteel uitsluitend gebruikt voor het vervoer van kaolien (porseleinaarde) die lokaal in drie groeves wordt gewonnen. Het personenvervoer naar het station is al in 1976 gestaakt, nadat het jarenlang had bestaan uit twee scholierentreinen per dag. 
Ammerthal ·
Auerbach i.d.OPf. ·
Birgland ·
Ebermannsdorf ·
Edelsfeld ·
Ensdorf ·
Etzelwang ·
Freihung ·
Freudenberg ·
Gebenbach ·
Hahnbach ·
Hirschau ·
Hirschbach ·
Hohenburg ·
Illschwang ·
Königstein ·
Kümmersbruck ·
Markt Kastl ·
Neukirchen b.Sulzbach-Rosenberg ·
Poppenricht ·
Rieden ·
Schmidmühlen ·
Schnaittenbach ·
Sulzbach-Rosenberg ·
Ursensollen ·
Vilseck ·
Weigendorf